# Marlierea parvifolia
Marlierea parvifolia är en myrtenväxtart som beskrevs av Otto Karl Berg. Marlierea parvifolia ingår i släktet Marlierea och familjen myrtenväxter. Inga underarter finns listade i Catalogue of Life.